# Потсдамський міський палац

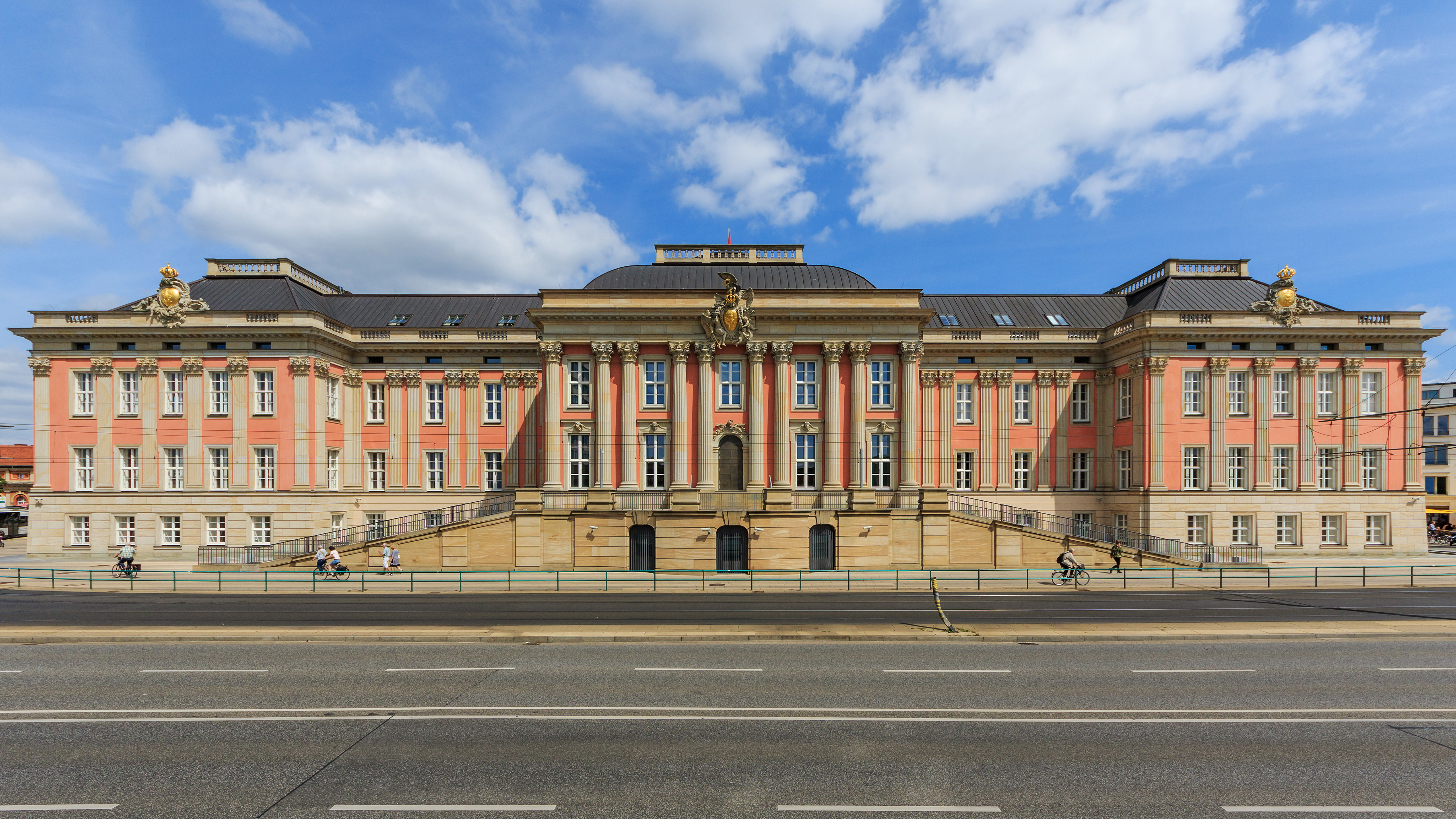
Міський палац після відновлення

Потсдамський міський палац (нім. Potsdamer Stadtschloss) - зимова резиденція курфюрстів і королів Бранденбургу - Пруссії (а пізніше і  німецьких імператорів) в центрі Потсдаму.

## Історія
Споруджений в 1662-1669, палац був ґрунтовно перебудований в 1744-1752 відповідно до барокових смаків  Фрідріха Великого (архітектор - Георг Венцеслаус фон Кнобельсдорф).
Палац зруйнований під час бомбардування міста союзниками 14 квітня 1945 і знесений за наказом влади НДР в 1959 (вціліла лише будівля стаєнь).
У 1991 на місці палацу почали будувати кінотеатр, але роботи були згорнуті.
У 2002 відбудовані Ворота Фортуни. Повномасштабна реконструкція Потсдамского палацу була виконана в 2010-2014. У даний час у відновленому Потсдамському палаці засідає ландтаг Бранденбурга.